# Wiesław Mirecki
Wiesław Mirecki (ur. 12 marca 1911, zm. 22 listopada 1991) – polski aktor teatralny.

## Życiorys
W latach 1938–39 występował w Teatrze Narodowym. W czasie wojny znalazł się w obozie jenieckim. Po zakończeniu wojny został uchodźcą politycznym i zaciągnął się do II Korpusu Wojska Polskiego we Włoszech i wraz z nim znalazł się w Wielkiej Brytanii. Wziął ślub z polską emigrantką, późniejszą projektantką mody i pisarką Kayą Mirecką-Ploss. Występował na scenach polskich, utrzymywał się jednak z pracy na zmywaku. Po odwilży w 1956, za namową Leona Kruczkowskiego, wrócił do kraju. Po roku dołączyła do niego również żona. W latach 1958–59 Mirecki występował w stołecznym Teatrze Dramatycznym, a w latach 1959–64 oraz 1975–77 w Teatrze Narodowym. W latach 1964–65 był dyrektorem Lubuskiego Teatru im. Kruczkowskiego w Zielonej Górze, a w latach 1966–71 dyrektorem Teatru Zagłębia w Sosnowcu. W latach 1971–75 grał w Teatrze Śląskim im. Wyspiańskiego w Katowicach. Występował również w Teatrze Telewizji.

## Nagrody
1970 – Czarne Diamenty, nagroda redakcji „Wiadomości Zagłębia” za reżyserię sztuki Przyszedłem pana zabić Stanisława Goszczurnego w Teatrze Zagłębia w Sosnowcu